# Kirmen Uribe
Kirmen Uribe Urbieta (Ondarroa, Biscaia, 5 d'octubre de 1970) és un escriptor basc. Premi Nacional de Literatura, les seves obres estan traduïdes a catorze idiomes, inclosos l'anglès, francès, rus o el japonès.

## Biografia
Va néixer en una família vinculada a la pesca. Uribe es va llicenciar en Filologia Basca a la Universitat del País Basc (Vitòria) i va cursar estudis de postgrau de Literatura Comparada a Trento (Itàlia). El seu primer premi literari important el va recollir a 1995 quan estava complint condemna per ser insubmís per negar-se a anar al servei militar obligatori. El 14 d'octubre de 2009 se li va concedir el Premio Nacional de Narrativa 2009 per la seva obra Bilbao-New York-Bilbao.

## Obra
- Lizardi eta erotismoa, Alberdania, 1996, (Assaig).
- Bitartean heldu eskutik, Susa, 2001 (Poesía). Edició bilingüe euskera-castellà Mientras tanto dame la mano publicada per Visor el 2003.
- Bar Puerto. Bazterreko ahotsak, Gaztelupeko hotsak, 2001, (CD-llibre).
- Zaharregia, txikiegia agian, Gaztelupeko hotsak, 2003, (CD-llibre).
- Ez naiz ilehoria, eta zer?, Elkar, 2003, (Literatura infantil).
- Garmendia eta zaldun beltza, Elkar, 2003, (Literatura juvenil).
- Garmendia errege, Elkar, 2004, (Literatura juvenil). Premi Liburu Gaztea 2006.
- Guti, elkar, 2005, (Literatura infantil).
- Garmendia eta Fannyren sekretua, Elkar, 2006, (Literatura juvenil).
- Portukoplak, Elkar, 2007, (Miscelánea).
- Bilbao-New York-Bilbao, Elkar, 2008, (Novel·la).
- El que mou el món, Susa, 2012, (traducció catalana de Pau Joan Hernàndez per a Edicions 62).
- Elkarrekin esnatzeko ordua, Susa, 2016, (Novel·la).